# 군중에 호소하는 논증
군중에 호소하는 오류(대중에 호소하는 논증, 라틴어: argumentum ad populum)는 논리학적 오류 중 하나로, 많은 사람이 믿고 있다는 이유로 어떤 명제를 참이라고 결론짓는 것을 의미한다.
이외에도 여러 가지 명칭이 있는데, 영어에서는 appeal to the masses, appeal to belief, appeal to the majority, appeal to the people, argument by consensus, bandwagon fallac, 라틴어에서는 argumentum ad numerum(수에 호소하는 논증), consensus gentium(당파/가문의 합의) 등으로도 불린다. 또한 다양한 사회현상의 원인이 되어 있는데, 예를 들어 조직적 강화, 밴드왜건 효과, 중국의 고사성어 "삼인성호"등이 있다.

## 예
이 오류는 널리 받아들여지고 있는 이론이 참임을 사람에게 납득시키려는 때에 이용된다.
- 88%의 사람들이 UFO를 믿고 있으니까, UFO는 존재한다.
- 세계 인구의 대부분이 신을 믿고 있으니 신은 존재한다.
- 아빠, 게임기 사 줘요, 친구들은 다들 가지고 있단 말이에요.
- 여론조사 결과 90%의 사람들이 ○○발언은 ××라고 생각한다. 그러므로 ○○발언은 ××이다.

윤리적인 주장에도 이 오류는 자주 일어난다.
- 많은 미국인은 베트남 전쟁이 윤리적으로 잘못되었다고 보고 있다. 그러므로, 베트남 전쟁은 윤리적으로 틀렸다.
- 세계 인구의 대부분이 고기를 먹고 있으니까, 육식에 관한 윤리적 문제는 존재하지 않는다.

마케팅에서도 자주 사용된다.
- ○○햄버거는 세계에서 가장 많이 팔리므로, 세계에서 가장 맛있는 음식입니다.

역사학에서도 자주 사용된다.
- 19세기 말 전 세계인이 보기에는 일본의 법령에 결정적인 하자가 없었다. 그래서 치외법권도 없애주고 최혜국 대우도 쌍무로 바꿔주고 관세자주권도 회복해준 것이다. 영국, 프랑스, 미국, 독일 같은 나라들이 호락호락한 나라들이 아니다. 그런 나라들도 옛날의 일본 헌법, 형법, 민법, 상법 등등에 큰 문제는 없다고 보고 조약 개정을 해줬다. 이 사실 하나만으로도 일본의 구헌법, 즉 메이지 헌법을 높게 평가할 이유는 충분하다.

기타 예:
- "우리의 사회를 제외한 다른 사회에서는 모두 마법을 믿고 있다. 그런데도 마법을 믿어서는 안되는 것인가" "우리의 사회를 제외한 다른 사회에서는 지구의 주위를 태양이 돌고 있다고 믿고 있다. 그런 것을 다수결로 결정하는가?"아이작 아시모프

- 법정에서는 배심원이 다수결로 판결한다. 그러므로 그들은 올바른 결정을 내릴 것이다.
- 많은 평론가가 ○○을 우량 기업이라 하므로, 그 주식은 유망한 투자 대상이다.

## 해설
군중에 호소하는 오류는 훈제 청어의 허위이나 발생론적 오류의 일종이다. 통계적인 용어를 쓰고 주장하는 것으로, 대답이 불분명한 질문에 75%의 사람이 A이라고 답했다고 할 때, 군중에 호소하는 오류에서는 A라고 답하는 것이 옳다고 주장한다.
널리 알려져 있다는 사실이 반드시 참임을 보증하는 것은 아니므로 이런 주장은 논리적으로 오류이다. 개인의 신념이 잘못되어 있을 가능성이 있다면 다수의 인간의 신념도 잘못되어 있을 가능성이 있다. 예를 들면, 75%의 사람이 A라고 대답했다고 해도 25%의 확률로 A가 아닐 가능성도 있다. 이 확률이 어떻게 되든 다수가 옳다는 것은 논리적이라고 할 수 없다. 만약 만장일치라고 해도, 표본의 수가 불충분할지도 모르고, 혹은 그 사람들이 모르는 사실이 존재하고 있어서 그 사실을 알면 결과가 바뀔지도 모른다.
군중에 호소하는 오류를 사용한 주장으로, 전문가 집단의 신념을 근거로 하는 경우를 권위에 호소하는 오류라고 부른다. 또 고연령 집단이나, 어느 커뮤니티에 오랫동안 참여하는 사람들의 생각을 근거로 하는 경우를 전통에 호소하는 오류라고 부른다. 연령이 낮은 집단의 생각과 유행을 근거로 하는 경우는 "새로움에 호소하는 오류"이다.
중인에 호소하는 논증은 귀납에 대해서는 타당한 논의다. 예를 들면, 충분히 많은 사람들에게 질문하여 90%의 사람이 어떤 브랜드의 제품을 다른 경쟁제품보다 선호한다는 결과를 얻었다고 하자. 그것을 근거로 다음에 질문하는 사람도 같은 브랜드의 제품을 선호할 것이라고 예측하는 것은 타당하다. 그러나 연역에서는 이것은 적절하지 않으며, 그러한 통계에 따라 그 브랜드의 제품이 다른 제품보다 뛰어나거나 누구나 그 브랜드의 제품을 선호한다고 증명하는 것은 불가능하다.

## 예외
신념에 관한 논증은 그 질문이 특정 신념의 존재에 대한 것일 경우에만 타당하다. 따라서 대중에 호소하는 논증은 어떤 신념이 얼마나 널리 받아들여지고 있냐는 질문에 관한 것일 경우에만 타당하다. 즉 군중에 호소하는 것은 그 신념이 일반적인가를 증명하는 것이지, 참인지는 증명하지 않는다.

### 민주주의
민주주의에서 선거의 "옳음"은 선거 결과가 어떻게 되든 그것을 수용한다는 사전 합의에 근거한다.
- "국제 로터리의 지난번 투표에서 10월에 모금 파티를 열어야 한다고 결정되었다. 따라서 10월에 모금 파티를 개최해야 한다"

복투표제(1명이 복수 투표할 수 있는 선거 제도)에 의한 민주주의는 대중에 호소하는 논증에 근거하고 있다. 신념의 진위를 결정하는 수단으로서는 틀리다 할 수 있다. 민주주의에서는 이를 배제하지 않고 법을 목적이 아니라 주체로 정의함으로써 단순히 오류를 회피한다. 그럼에도 불구하고 정책의 수용과 후보자에 대한 투표 수는 이들의 유효성에 잘 대비하고 있는 것이 분명해 지고 있다(Approval voting 참조).
대중에 호소하는 논증은 민주주의가 어떻게 그 원칙에 희생되는지를 설명한다(프로파간다, 나치참조).

### 사회 관습
예절이나 예의라는 사회 관습은 그 관습이 널리 받아들여지고 있는 데 기인한다. 따라서, 매너나 예의에 관해서는 "대중에 호소하는 논증"은 오류가 아니다.
- "러시아에서는 많은 사람이 인사로 서로 키스하는 것이 예의바르다 생각한다. 따라서 러시아에서는 인사로 키스를 하는 것이 예의이다"

그러나 사회 관습은 때로는 급격히 변화한다. 따라서 어떤 해에 러시아 사람들이 키스를 예의로 여겼다고 하더라도 그것이 영원히 그렇다고 볼 수는 없다. 예를 들어, 프랑스에서 남자에 대해 시민이라는 표현은 프랑스 혁명기에는 극히 보통으로 통용되고 있었지만, 프랑스 혁명 이전이나 현대에서는 일반적이지 않은 것이다. 또, 1970년대 중화인민공화국에서 "동지"는 공무원에 대한 일반적인 경칭이었지만, 오늘날에는 동성애자를 뜻하는 은어로서도 사용되고 있다.

### 안전성
논리가 아닌 유행과 인기에 따라 무언가를 선택하는 것은 안전성이나 편리성의 문제이다.
- "대부분의 미국인은 자동차는 도로의 오른쪽으로 주행해야 한다고 생각한다. 따라서 미국에서는 도로의 오른쪽으로 주행해야 한다"

이 경우 어느 쪽으로 주행할지를 선택하는 것은 기본적으로는 임의이다. 그러나 정면충돌을 피하려면 도로 위의 모두가 합의해야 한다(비록 다수파의 생각에 찬동할 수 없다고 하더라도). 많은 경우, 무엇이 안전한가 하는 것은 다른 사람이 무엇을 안전하다고 생각하느냐에 의존하며 결과적으로 "인기"가 선택의 이유가 된다. 예를 들면, 에스컬레이터에서 바쁘지 않은 사람들이 좌우 어딘가에 가만히 서 있는 것도 같은 이유로 설명할 수 있다. 에스컬레이터에서 걸어 오르내리는 것은 안전하다고는 할 수 없지만, 실제로 걷는 사람이 있으므로 충돌을 피할 필요성에 따라 다수가 좌우 어딘가에 줄서 있다면 그것에 따른다는 상황이 발생하는 것이다.

## 같이 보기
- 인신 공격의 오류
- 인신 공격
- 일반화의 오류
- 피장파장의 오류